# Opatija u hrastovoj šumi
Opatija u hrastovoj šumi (njem. Abtei im Eichwald) je slika romantičnog slikara Caspara Davida Friedricha, naslikana 1809. ili 1810. godine u Dresdenu. Slika je prvi put bila izložena na Pruskoj akademiji umjetnosti 1810. godine, kada ju je otkupio kralj Fridrik Vilim III., te se danas nalazi u Staroj nacionalnoj galeriji u Berlinu u Njemačkoj.
Ova slika primjer je načina na koji C. D. Friedrich koristi svoje slikarske vještine za predstavljanje pitanja ljudskog života. Na slici je Friedrich naslikao staru kapelu gotičke opatije u središtu, dok je oko područja osjećaj hladnoće. Ostaci kapele nose stari razbijeni prozor bez stakla. Povorka redovnika, od kojih neki nose lijes, kreću se prema vratima razrušene gotičke crkve u središtu slike. Samo dvije svijeće osvjetljavaju svoj put. Novo iskopani grob iz snijega u prvom planu, u blizini kojega se može lagano razabrati nekoliko križeva. Ova donja trećina slike leži u tami, samo najviši dio ruševina i vrhovi hrastova bez lišća osvijetljeni su zalazećim suncem dok se na nebu jedva vidi voštani mladi mjesec. Umjetnik pokušava prenijeti osjećaj prolaznosti vremena prizorom ljudske smrti. Ono što se vidi je da je priroda zauvijek tu, dok je čovjekova tvorevina privremena. 
Ova slika je samo jedna od preko dvadeset Friedrichovih djela koje prikazuju groblje. Ono što je važno napomenuti jeste umjetnikov osobni duh i poimanje umjetnosti za koju je sam izjavio kako umjetničko djelo (sliku) treba osjetiti duhovnim okom. Friedrich je, dakle, na umjetnost gledao kao na nešto spiritualno, subjektivno, kao sredstvo izražavanja vlastitog duha.

## Vanjske poveznice
|  | Zajednički poslužitelj ima još gradiva o temi Opatija u hrastovoj šumi |